# Песоченская епархия
Песо́ченская епа́рхия — епархия Русской православной церкви, объединяющая приходы в западной части Калужской области (в границах Барятинского, Износковского, Кировского, Куйбышевского, Мосальского, Спас-Деменского и Юхновского районов). Входит в состав Калужской митрополии.
Епархиальный центр — город Киров (Песочня). Кафедральный собор — Александро-Невский.

## История
Епархия была создана решением Священного Синода Русской православной церкви от 2 октября 2013 года. Своё название епархия получила по городу Киров, именовавшемуся до 1936 года Песочня. Епархия небольшая, насчитывает 35 приходов, с 20 при них священниками.

## Епископы
- Климент (Капалин) (2 октября 2013 — 30 мая 2014) в/у, митрополит Калужский
- Максимилиан (Лазаренко) (с 30 мая 2014)

## Благочиния
Епархия разделена на 3 церковных округа (по состоянию на октябрь 2022 года):
- Мосальское благочиние
- Песоченское благочиние
- Юхновское благочиние

## Монастыри
В настоящее время на территории Песоченской епархии нет действующих монастырей.
В начальной стадии восстановления находится Успенский Ферапонтов монастырь в селе Боровенск Мосальского района. Там создаётся монашеская община во главе с настоятелем иеромонахом Андреем (Синицыным) и восстанавливается храм в честь Успения Божией Матери.
Также зарегистрирована женская монашеская община в честь святого великомученика Пантелеимона Целителя в г. Кирове по адресу: г. Киров, микрорайон Жилино, ул. Орджоникидзе. Настоятельница — монахиня Еввула (Панфилова).